# 서울불바다
《서울불바다》(Seoul Inferno)는 밤섬해적단의 2010년 정규 앨범이다. 전체 42트랙 51분. 각 곡의 길이는 1 ~ 2분 내외이며, 1분보다 짧은 곡도 있다.
밤섬해적단 드러머 권용만에 의하면, 멤버들이 믹싱과 마스터링을 할 줄 몰라 볼륨을 적당히 맞추고 EQ를 무작위로 만지다가 적당히 좋은 소리가 나오면 저장했다고 한다.
앨범은 천 장 정도 팔렸다. 2012년 5월, 드러머이자 작사가 권용만이 더 이상 수익성이 없다고 판단하여 블로그상에 mp3 음원을 무료 배포했다.
앨범 커버에는 애니메이션 《엔드 오브 에반게리온》을 패러디한 김정일의 사진이 합성되어 있다. 이 앨범 커버는 밤섬해적단 멤버들의 지인이자 매니저인 박정근이 디자인했다. 박정근 구속 사건 당시 권용만이 재판 증인으로 출석하여 앨범 커버 사진과 25번 트랙 〈김정일 만세〉가 증거물로 제출되기도 했다.
단편선이 보도자료를 썼다.

## 트랙리스트
| #            | 제목                                              | 재생 시간 |
| ------------ | ------------------------------------------------- | --------- |
| 1.           | 〈나는 시발 존나 젊다〉                           | 0:57      |
| 2.           | 〈전우들과 함께라면 어떤 시발것이든〉             | 0:42      |
| 3.           | 〈해치〉                                          | 1:34      |
| 4.           | 〈성경이 진리이듯이〉                             | 0:43      |
| 5.           | 〈인간의 본분〉                                   | 0:54      |
| 6.           | 〈지지대고개〉                                    | 0:36      |
| 7.           | 〈굳은 의지〉                                     | 0:22      |
| 8.           | 〈조국을 수호하자〉                               | 1:02      |
| 9.           | 〈솜방망이〉                                      | 0:19      |
| 10.          | 〈6·25 참전용사〉                                 | 2:47      |
| 11.          | 〈진짜 사나이 붉은 깃발을 들어라〉                | 1:15      |
| 12.          | 〈신나는 전경 체험기〉                            | 1:48      |
| 13.          | 〈4차원소녀〉                                     | 0:29      |
| 14.          | 〈멍〉                                            | 0:19      |
| 15.          | 〈폭주족이 더 빨리 달렸으면 좋겠다〉              | 0:09      |
| 16.          | 〈망해라〉                                        | 0:04      |
| 17.          | 〈PAINT IT BLUE〉                                 | 1:38      |
| 18.          | 〈386 SUCKS〉                                     | 1:33      |
| 19.          | 〈내 마음이 시발 존나 자랑스러워〉                | 2:13      |
| 20.          | 〈나는야 (시발 맑은 영혼의) 뮤지션〉              | 1:58      |
| 21.          | 〈북괴의 지령〉                                   | 1:42      |
| 22.          | 〈시발년〉                                        | 0:39      |
| 23.          | 〈나는 한다면 하는 사나이〉                       | 1:15      |
| 24.          | 〈I LOVE NAPALM DEATH〉                           | 0:27      |
| 25.          | 〈김정일 만세〉                                   | 0:31      |
| 26.          | 〈존나 인디하다〉                                 | 0:14      |
| 27.          | 〈행정보급관〉                                    | 1:07      |
| 28.          | 〈박카스 한 병〉                                  | 1:47      |
| 29.          | 〈용미의 지혜〉                                   | 1:25      |
| 30.          | 〈그로울링이다 무섭지〉                           | 0:29      |
| 31.          | 〈이등병의 편지〉                                 | 0:22      |
| 32.          | 〈똥과 오줌〉                                     | 1:35      |
| 33.          | 〈백범살인일지〉                                  | 1:37      |
| 34.          | 〈하면 된다〉                                     | 2:21      |
| 35.          | 〈이명박 욕하면 나도 무려 좌파〉                  | 0:26      |
| 36.          | 〈성스러운 나와바리〉                             | 2:31      |
| 37.          | 〈난 CEO가 될거야〉                               | 2:21      |
| 38.          | 〈존나 쓸데없다〉                                 | 1:16      |
| 39.          | 〈노망난 아버지는 어디 가셨니?〉                  | 1:00      |
| 40.          | 〈ÜBER-OUI(어버이)〉                              | 2:53      |
| 41.          | 〈우리들의 밤은 당신들의 낮보다 (존나) 아름답다〉 | 1:50      |
| 42.          | 〈막차가 끊기기 전에〉                            | 3:08      |
| 총 재생 시간 | 총 재생 시간                                      | 51:09     |